# Tadarida brasiliensis
Molosse du Brésil, Tadaride du Brésil
Espèce
Répartition géographique
Statut de conservation UICN

 LC  : Préoccupation mineure
Tadarida brasiliensis, appelée Molosse du Brésil ou Tadaride du Brésil, est une chauve-souris du continent américain, vivant en colonies regroupant de très nombreux individus. Elle appartient à la famille des Molossidae et au genre Tadarida.

## Aspect extérieur
Cette chauve-souris pèse environ 13 g et mesure environ de 10 à 12 cm de long avec une queue qui s'étend au-delà  de la membrane alaire, ce qui explique peut-être son nom usuel en anglais, Mexican Free-tail bat (« chauve-souris mexicaine à queue libre »).
 La couleur de sa fourrure veloutée varie du brun foncé au gris foncé, avec la base des poils plus claire que la pointe.

## Comportement

### Alimentation
Elle est insectivore. Lorsque les individus de cette espèce sont à la recherche de leurs proies, elles émettent un son spécialisé qui bloque l’écholocation d’autres chauves-souris de cette même espèce.

### Comportement social

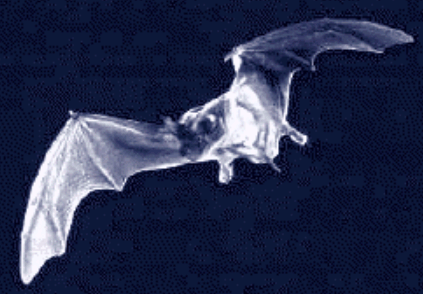
Molosse du Brésil en vol.

Les colonies formées par cette chauve-souris comptent des dizaines de milliers voire des millions d'individus. 
La plus grande colonie se situe dans la grotte Bracken Cave, au nord de San Antonio (Texas), avec une population estimée à 20 millions d'individus. À Austin, une colonie variant entre 750 000 et un million et demi (selon les années) a élu domicile estival sous le pont de la rue principale Congress Avenue, en plein centre-ville, depuis les travaux d'agrandissement du pont en 1980. Les éléments de structure sous le pont ont créé un habitat très prisé par ces petits mammifères ; il est maintenant devenu populaire d'assister à leur envol quotidien à la tombée de la nuit pour une nuit de chasse à l'insecte (consommation estimée entre 5 et 15 tonnes par nuit).
Au Nouveau-Mexique, les Carlsbad Caverns contiennent une énorme colonie de ces chauves-souris. Lorsqu'elles en sortent au coucher du Soleil, c'est en nuée dense (on a estimé qu'au plus dense de la nuée, le débit sortant est de 5 000 à 10 000 chauves-souris à la minute).
Une découverte effectuée par des scientifiques de l'université du Tennessee, à Knoxville (États-Unis) a permis d'établir que le molosse du Brésil est capable d'atteindre des pointes à 160 km/h à l'horizontale, et donc de le considérer comme l'animal volant le plus rapide du règne animal, détrônant ainsi le martinet, seul oiseau à atteindre les 110 km/h en vitesse maximale.

### Reproduction
Aux États-Unis, chaque année, durant les mois d'avril et mars, les femelles en gestation arrivent du Mexique, et restent jusqu'aux mois d'octobre et novembre, période durant laquelle elles auront mis bas et élevé leurs petits. Les femelles ne font qu'une portée par an, et ne portent qu'un petit à la fois. Celui-ci, à la naissance, pèse moins de trois grammes. La gestation dure 78 jours en moyenne.
La maturité sexuelle est atteinte à environ neuf mois chez les femelles et dix-huit mois chez les mâles. La longévité maximale constatée chez cette espèce est de huit ans en liberté, et douze ans en captivité.

## Répartition et habitat

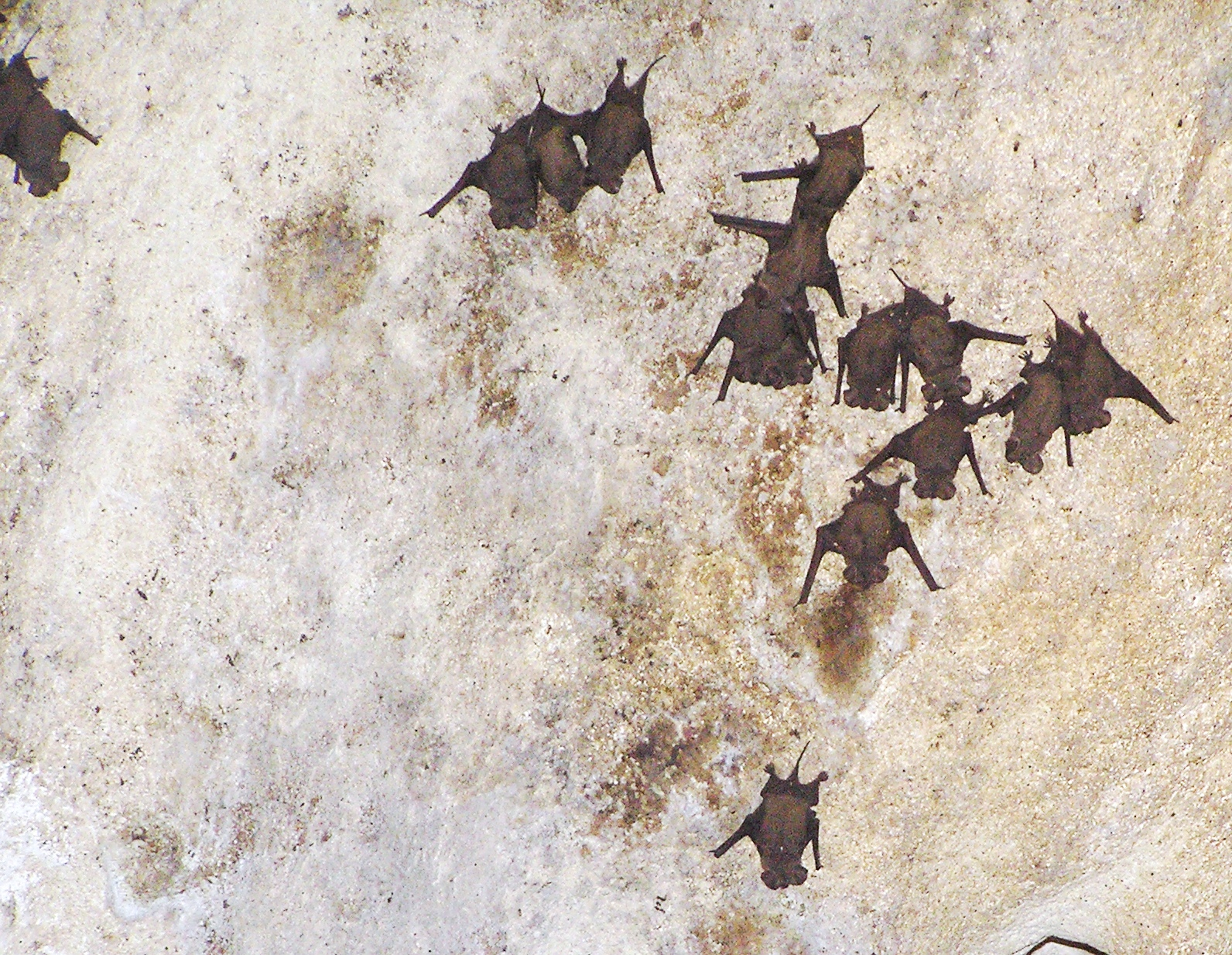
Quelques-uns des membres d'une colonie de Tadaride du Brésil, ici à Cartwright Cave aux Bahamas.

Contrairement à ce que son nom semble indiquer, on ne la trouve au Brésil que dans le Sud du pays, alors qu'elle est présente dans la plupart de l'Amérique du Sud, toute l'Amérique centrale, et le Sud des États-Unis.
Elle vit en colonies dans des cavernes, mais elle a aussi colonisé l'intérieur de certaines constructions humaines.

## La Tadaride du Brésil et l'Homme
Sous les dortoirs s'accumule du guano, parfois sur plusieurs mètres d'épaisseur, qui est utilisé comme engrais grâce à sa richesse naturelle en nitrates. Lors de la guerre de Sécession américaine, les armées confédérées utilisaient le nitrate de potassium contenu dans ce guano pour fabriquer leur poudre à canon.
Lors de la Seconde Guerre mondiale, la Tadaride du Brésil a été l'espèce de chauve-souris finalement sélectionnée par les développeurs du projet de bombe à chauves-souris, une arme expérimentale développée aux États-Unis. Ces bombes étaient constituées d'un réservoir en forme de bombe et contenant de nombreux compartiments. Chacun d'eux contenait une chauve-souris de genre tadaride du Brésil, avec une petite bombe incendiaire reliée à un système de déclenchement à retardement. Larguée à l'aube d'un bombardier, le conteneur devait déployer un parachute à mi-hauteur de sa chute, puis s'ouvrir pour libérer les chauves-souris. Celles-ci iraient alors se percher dans les corniches des toitures et les greniers. Des incendies se déclareraient alors dans les endroits inaccessibles des maisons majoritairement constituées de papier et de bois, dans les villes japonaises, cibles désignées de cet armement. Les premiers essais de cette arme en 1943 se révélèrent concluants, mais le programme fut annulé par l'amiral de la flotte Ernest J. King lorsqu'il apprit que cette mesure ne serait vraisemblablement pas opérationnelle au combat avant le second semestre de l'année 1945.